# 성북길빛도서관
성북길빛도서관은 서울특별시 성북구에 있는 공립 도서관이다.

## 연혁
- 2019년 12월 19일 개관